# Gustav von Rümelin

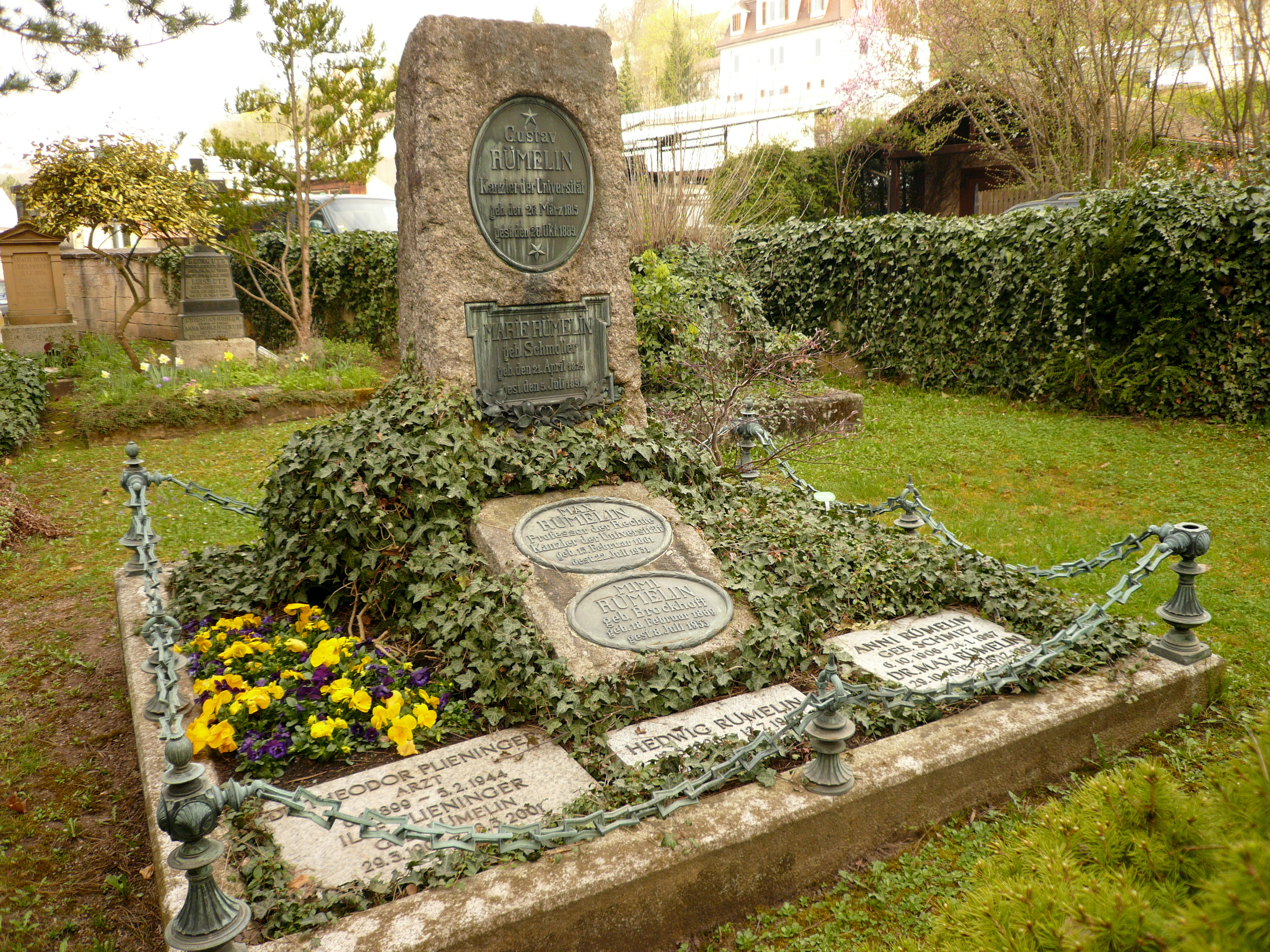
Rümelin sírja a tübingeni városi temetőben

Christian Heinrich Wilhelm Gustav von Rümelin (Ravensburg, 1815. március 26. – Tübingen, 1889. október 28.) német statisztikus és író.

## Élete
Teológiát tanult, azután tanár volt, majd képviselő lett a frankfurti parlamentben. 1849-ben Heilbronnban tanított, 1852-ben kultuszminisztériumi tanácsossá, 1856-ban államtanácsossá és a kultusz- és iskolaügy osztályfőnökévé nevezték ki. 1862-ben otthagyta ezen állását és az országos statisztikai hivatal főnöke volt 1873-ig. 1867-ben Tübingenben a statisztika és antropológia tanára, 1870-ben egyetemi kancellár és mint ilyen a képviselőház tagja lett.

## Fő művei
- Die Aufgabe der Volks-, Real- und Gelehrtenschule (Heilbronn, 1845)
- Das Königreich Württemberg (uo. 1863 és 1882, másokkal együtt)
- Shakespeare-Studien eines Realisten (2. kiad. uo. 1886)
- Reden und Aufsätze (Tübingen és Freiburg, 1875, új folyam 1881)
- Die Berechtigung der Fremdwörter (Freiburg, 1887)
- Aus der Paulskirche (Stuttgart, 1892)